# 北野村 (富山県)
北野村（きたのむら）は、かつて富山県東礪波郡にあった村。

## 沿革
- 1889年（明治22年）4月1日 - 町村制の施行により、礪波郡北野村、北野新村、東西原村、西明村、細野村、蓑谷村、正谷村及び是安村の区域の一部をもって、礪波郡能美村が発足する。
- 1896年（明治29年）3月29日 - 郡制の施行のため、礪波郡が分割して、東礪波郡が発足により、東礪波郡に所属となる。
- 1898年（明治31年）8月26日 - 東礪波郡能美村を分割して、次のとおり。 
  - 大字北野及び北野新の区域 → 東礪波郡北野村が発足する。
  - 大字蓑谷、大字細野、大字西明、大字東西原及び大字正谷の区域 → 東礪波郡蓑谷村が発足する。
- 1952年（昭和27年）5月1日 - 東礪波郡城端町、南山田村、大鋸屋村、北野村及び蓑谷村が合併して、東礪波郡城端町が発足する。

## 歴代村長
出典→
1. 北川七次郎（1898年11月 - 1904年8月）
2. 北川平一郎（1904年8月 - 1906年3月）
3. 岩井藤三郎（1906年3月 - 1914年4月）
4. 上田五三郎（1914年4月 - 1917年8月）
5. 岩井藤三郎（1917年8月 - 1919年4月）
6. 上田五三郎（1919年4月 - 1928年4月）
7. 長谷川久吉（1928年4月 - 1931年4月）
8. 宮本和一郎（1931年4月 - 1931年11月）
9. 上田五三郎（1931年12月 - 1934年6月）
10. 北川清一（1934年6月 - 1946年11月）
11. 沖田久蔵（1946年11月 - 1947年3月）
12. 山秋義雄（1947年4月 - 1952年4月）